# 제랄딘 스미스
제랄딘 스미스(Geraldine Smith, 1949년 2월 11일 ~ )는 미국의 배우, 영화배우이다.
스미스는 뉴욕 브루클린에서 태어났다. 1960년대 중반 뉴욕의 나이트클럽인 맥스 칸자스 시티(Max's Kansas City)에서 앤디 와홀(Andy Warhol)과 폴 모리세이(Paul Morrissey)에 의해 발견되었으며 와홀의 슈퍼스타 중 한 명이었다. 모리세이의 1968년 영화 플레시(Flesh)에서 조 달레산드로와 공동 주연을 맡았지만 타이틀을 승인하지 않았기 때문에 그의 다음 영화 트래시(Trash)를 거절했다.

## 영화
- 브룩클린의 아이들 (1974년)
- 뷰티 달링 (2010년)
- 자글라 (1980년)
- 성난 황소 (1980년 영화) (1980년)
- 엔디 워홀스 배드 (1977년)